# Finala Națională Eurovision 2020
Die Fernsehshow Finala Națională „Eurovision 2020“ fand am 29. Februar 2020 statt und war der moldauische Vorentscheid für den Eurovision Song Contest 2020 in Rotterdam (Niederlande).
Am Ende konnte die Sängerin Natalia Gordienko mit dem Lied Prison die Vorentscheidung für sich entscheiden. Gordienko gewann bereits 2006 die Vorentscheidung und vertrat die Republik Moldau damit schon ein Mal beim Song Contest.

## Format

### Konzept
Im Vorfeld gab es bereits Gerüchte, dass die staatliche Rundfunkanstalt Teleradio-Moldova (TRM) die Vorentscheidung O Melodie Pentru Europa abschaffen wollte und den Beitrag direkt bestimmen wollte. Am 28. Dezember 2019 gab TRM dann seine Pläne zum moldauischen Beitrag zum Song Contest 2020 bekannt. So sollte der Auswahlprozess in zwei Phasen erfolgen. In der ersten Phase wird ein spezielles Organisationskomitee die eingereichten Lieder überprüfen. Stimmen die Beiträge mit den Regeln der Vorentscheidung überein, so erreichen sie die zweite Phase. Die zweite Phase umfasst dann die Live Auditions, wo alle Teilnehmer ihr Lied in live vor einer Jury vorstellen müssen. Hintergrundsänger, Kostüme, Choreografie und ein Bühnendesign mussten dafür nicht berücksichtigt werden. Die Jury wollte schließlich nur einen Eindruck des Interpreten und Beitrages erhalten. Was nach der zweiten Phase passieren sollte, ließ TRM offen. In den Regeln schreib TRM fest, dass die Jury bereits nach den Live Auditions den moldauischen Beitrag intern bestimmen könnte. Andernfalls könnte aber doch noch eine Vorentscheidung stattfinden, sollte die Jury keinen Beitrag als besonders herausragend einstufen. Am 1. Februar 2020, direkt nach den Live Auditions, gab TRM dann bekannt, dass die Vorentscheidung am 29. Februar 2020 mit 20 Teilnehmern aus den Live Auditions stattfinden würde. Der Sieger wurden dann zu 50 % per Juryvoting und zu 50 % per Televoting bestimmt.

### Beitragswahl
Vom 28. Dezember 2019 bis zum 17. Januar 2020 konnten Beiträge bei TRM eingereicht werden. Allerdings konnten sich nur moldauische Staatsbürger als Sänger bewerben. Bei Bands oder Duetten mussten dann 50 % der Interpreten auf der Bühne moldauische Staatsbürger sein. Für Komponisten war es allerdings freigestellt, ob sie aus Moldau stammen oder aus dem Ausland. Insgesamt wurden 36 Beiträge eingereicht.

## Live Auditions
Die Live Audotions fanden am 1. Februar 2020 mit 34 Teilnehmern statt. Ursprünglich waren 37 Teilnehmer vorgehen, allerdings wurden Che-MD feat Irina Revenco mit dem Lied Adio disqualifiziert. Diana Brescan hingegen tauchte nicht bei den Live Auditions auf und wurde somit disqualifiziert. Liusia Znamensky wollte nicht länger Teil des Auswahlprozesses sein und zog sich somit zurück. Am Ende wurden insgesamt 20 Teilnehmer von einer Jury bestehend aus Anatol Chiriac, Gabriela Tocari, Andriano Marian, Paul Gămurari sowie Mihai Agafiță ausgewählt.
| Live Auditions | Live Auditions                        | Live Auditions                                                                            | Live Auditions | Live Auditions                       |
| Startnr.       | Interpret                             | Lied Musik (M) und Text (T)                                                               | Sprache        | Übersetzung (Inoffiziell)            |
| -------------- | ------------------------------------- | ----------------------------------------------------------------------------------------- | -------------- | ------------------------------------ |
| 01             | Pelageya Stefoglo                     | Empathy M/T: Ylva Persson, Linda Persson, Rickard Bonde Truumeel                          | Englisch       | Empathie                             |
| 02             | Diana Rotaru                          | Dale dale M/T: Eugen Doibani                                                              | Englisch       | –                                    |
| 03             | Lave                                  | Wildfire M/T: Aaron Sibley                                                                | Englisch       | Lauffeuer                            |
| 04             | Pasha Parfeny                         | My Wine Pasha Parfeny, Vica Demici                                                        | Englisch       | Mein Wein                            |
| 05             | Denis Midone                          | Like a Champion M/T: Ylva Persson, Linda Persson                                          | Englisch       | Wie ein Sieger                       |
| 06             | Alexandru Cibotaru                    | Cine te-a facut să plîngi M/T: Georgeta Voinovan                                          | Rumänisch      | Wer hat dich zum Weinen gebracht?    |
| 07             | Irina Kit                             | Chain Reaction M/T: John Ballard, Petrus Wessman                                          | Englisch       | Kettenreaktion                       |
| 08             | Lavinia Rusu                          | Touch M/T: Lavinia Rusu, Jack Hardman, Rob Price                                          | Englisch       | Berührung                            |
| 09             | Angel Kiss                            | You Are My Dance M/T: Markus Lawyer, Elina Sadcova                                        | Englisch       | Du bist mein Tanz                    |
| 10             | Angel Kiss                            | My Own Queen M/T: Ivan Aculov, Elina Sadcova                                              | Englisch       | Meine eigene Königin                 |
| 11             | Carolina Rakoviță                     | Dancing in the Sunrise M/T: Markus Lawyer, Carolina Rakoviță                              | Englisch       | Im Sonnenaufgang tanzen              |
| 12             | Petronela Donciu & Andreea Portărescu | We Will Be Legends M/T: José Juan Santana, Rafael Artesero, Viorica Atanasov              | Englisch       | Wir werden Legenden                  |
| 13             | Natalia Gordienko                     | Prison M/T: Dimitris Kontopoulos, Phillip Kirkorow, Sharon Vaughn                         | Englisch       | Gefängnis                            |
| 14             | Julia Ilienko feat. Mishel Dar        | Tears M/T: Mishel Dar                                                                     | Englisch       | Tränen                               |
| 15             | Valeria Pașa                          | It’s Time M/T: Valeria Pașa, Smally, Gloria Gorceag                                       | Englisch       | Es ist Zeit                          |
| 16             | Live Beat                             | Love Me Now                                                                               | Englisch       | Liebe mich jetzt                     |
| 17             | Sasha Letty                           | Summer of Love M/T: Jacob Jonia                                                           | Englisch       | Sommer der Liebe                     |
| 18             | Katerina S                            | We Are Done M/T: Ivan Akulov, Alina Druta, Milena Ludajić                                 | Englisch       | Wir sind fertig                      |
| 19             | Sasha Bognibov                        | Big Brother M/T: Jacob Jonia                                                              | Englisch       | Großer Bruder                        |
| 20             | Georgeta Burlacu                      | Răspunde! M/T: Viorica Nagacevschi, Aurel Chirtoacă                                       | Rumänisch      | Antworte!                            |
| 21             | Tudor Bumbac                          | Te-am vazut în vis pe tine M/T: Tudor Bumbac                                              | Rumänisch      | Ich habe dich in einem Traum gesehen |
| 22             | Ray Barc                              | I’m Shy M/T: Iuri Victor Ribac                                                            | Englisch       | Ich bin schüchtern                   |
| 23             | Catarina Sandu                        | Die for You M/T: Dimitri Stassos, Jennifer Aalto Kallunki, Nikos Sofis                    | Englisch       | Für dich sterben                     |
| 24             | Olea Roșu                             | Alive M/T: Dan Iacovlev, Elena Buga                                                       | Englisch       | Lebendig                             |
| 25             | Danny Cruise                          | My Love M/T: Danny Cruise                                                                 | Englisch       | Meine Liebe                          |
| 26             | Diana Popa                            | Believe Me M/T: Jacob Jonia                                                               | Englisch       | Glaube an mich                       |
| 27             | Valentin Uzun & Irina Kovalsky        | Moldovița M/T: Valentin Uzun                                                              | Rumänisch      | –                                    |
| 28             | Maxim Zavidia                         | Take Control M/T: Maxim Zavidia, Alexey Streltsov, Nikos Sofis                            | Englisch       | Übernehme Kontrolle                  |
| 29             | Vovian                                | 10 minuni în Moldova                                                                      | Rumänisch      | 10 Wunder in Moldau                  |
| 30             | Nicolae Untilă                        | Call Me Please                                                                            | Englisch       | Rufe mich bitte an                   |
| 31             | LANJERON                              | Hi Five                                                                                   | Englisch       | Hi fünf                              |
| 32             | Dima Jelezoglo                        | Do It Slow M/T: Dima Jelezoglo                                                            | Englisch       | Mache es langsam                     |
| 33             | Viorela Moraru                        | Remedy M/T: Ylva Persson, Linda Persson, Rickard Bonde Truumeel, Patric Skog, Will Taylor | Englisch       | Abhilfe                              |
| 34             | Maria Ciolac                          | Our Home                                                                                  | Englisch       | Unser Zuhause                        |
| –              | Che-MD feat Irina Revenco             | Adio Mihail Smolenko                                                                      | Rumänisch      | Auf wiedersehen                      |
| –              | Diana Brescan                         | Let’s Go Together M/T: Anton Ragoza, Serghei Harlamov, Diana Brescan                      | Englisch       | Es geht los zusammen                 |
| –              | Liusia Znamensky                      | Love No More                                                                              | Englisch       | Liebe nicht mehr                     |

## Finale
Das Finale von O Melodie Pentru Europa fand am 29. Februar 2020 in den TRM Studios in Chișinău statt. Insgesamt 20 Interpreten trate gegeneinander an. Die Sängerin Natalia Gordienko gewann sowohl das Jury- als auch das Televoting.
| Platz | Startnr. | Interpret                             | Lied Musik (M) und Text (T)                                                                                            | Sprache             | Übersetzung (inoffiziell)         | Jury                    | Jury                    | Zuschauerstimmen (Televoting & SMS) | Zuschauerstimmen (Televoting & SMS) | Gesamt                  |
| Platz | Startnr. | Interpret                             | Lied Musik (M) und Text (T)                                                                                            | Sprache             | Übersetzung (inoffiziell)         | Stimmen                 | Punkte                  | Stimmen                             | Punkte                              | Gesamt                  |
| ----- | -------- | ------------------------------------- | --- | ------------------- | --------------------------------- | ----------------------- | ----------------------- | ----------------------------------- | ----------------------------------- | ----------------------- |
| 01.   | 02       | Natalia Gordienko                     | Prison M: Dimitris Kontopoulos, Phillip Kirkorow; T: Sharon Vaughn                                                     | Englisch            | Gefängnis                         | 64                      | 12                      | 3.022                               | 12                                  | 24                      |
| 02.   | 09       | Pasha Parfeny                         | My Wine M: Pasha Parfeny; T: Victoria Demici                                                                           | Englisch            | Mein Wein                         | 60                      | 10                      | 1.617                               | 10                                  | 20                      |
| 03.   | 20       | Maxim Zavidia                         | Take Control M: Maxim Zavidia, Alexey Streltsov; T: Nikos Sofis                                                        | Englisch            | Übernehme Kontrolle               | 47                      | 8                       | 0650                                | 7                                   | 15                      |
| 04.   | 18       | Catarina Sandu                        | Die for You M/T: Dimitri Stassos, Jennifer Aalto Kallunki; T: Nikos Sofis                                              | Englisch            | Für dich sterben                  | 31                      | 4                       | 0824                                | 8                                   | 12                      |
| 05.   | 11       | Valeria Pașa                          | It’s Time M: Valeria Pașa, Smally; T: Gloria Gorceag, Valeria Pașa                                                     | Englisch            | Es ist Zeit                       | 27                      | 3                       | 0500                                | 5                                   | 08                      |
| 06.   | 08       | Diana Rotaru                          | Dale dale M/T: Eugen Doibani                                                                                           | Spanisch, Rumänisch | –                                 | 42                      | 7                       | 0099                                | 0                                   | 07                      |
| 07.   | 06       | Lavinia Rusu                          | Touch M/T: Lavinia Rusu, Rob Price, Jack Hardman                                                                       | Englisch            | Berührung                         | 38                      | 6                       | 0130                                | 0                                   | 06                      |
| 08.   | 16       | LANJERON                              | Hi Five M: Serghei Ivanov, Vitalie Catana; T: Mihai Todor                                                              | Englisch            | Hi fünf                           | 38                      | 5                       | 0154                                | 1                                   | 06                      |
| 09.   | 05       | Valentin Uzun & Irina Kovalsky        | Moldovița M/T: Valentin Uzun                                                                                           | Rumänisch           | –                                 | 09                      | 0                       | 0629                                | 6                                   | 06                      |
| 10.   | 15       | Petronela Donciu & Andreea Portărescu | We Will Be Legends M: Rafael Artesero; T: Rafael Artesero, José Juan Santana, Viorica Atanasov                         | Englisch            | Wir werden Legenden sein          | 13                      | 1                       | 0240                                | 3                                   | 04                      |
| 11.   | 07       | Dima Jelezoglo                        | Do It Slow M/T: Dima Jelezoglo                                                                                         | Englisch            | Mache es langsam                  | 03                      | 0                       | 0343                                | 4                                   | 04                      |
| 12.   | 10       | Live Beat Orchestra                   | Love Me Now M/T: Live Beat Orchestra                                                                                   | Englisch            | Liebe mich jetzt                  | 015                     | 2                       | 0096                                | 0                                   | 02                      |
| 13.   | 17       | Julia Ilienko feat. Mishel Dar        | Tears M/T: Mishel Dar                                                                                                  | Englisch            | Tränen                            | 07                      | 0                       | 0229                                | 2                                   | 02                      |
| 14.   | 14       | Irina Kit                             | Chain Reaction M/T: John Ballard, Petrus Wessman                                                                       | Englisch            | Kettenreaktion                    | 10                      | 0                       | 0073                                | 0                                   | 0                       |
| 15.   | 19       | Alexandru Cibotaru                    | Cine te-a facut să plîngi M/T: Georgeta Voinovan                                                                       | Rumänisch           | Wer hat dich zum Weinen gebracht? | 02                      | 0                       | 0043                                | 0                                   | 0                       |
| 16.   | 01       | Denis Midone                          | Like a Champion M: Ylva Persson, Linda Persson, Isak Alverus, Dael Damsa; T: Ylva Persson, Linda Persson, Isak Alverus | Englisch            | Wie ein Sieger                    | 0                       | 0                       | 0117                                | 0                                   | 0                       |
| 17.   | 12       | Maria Ciolac                          | Our Home M/T: Maria Ciolac                                                                                             | Englisch            | Unser Zuhause                     | 0                       | 0                       | 0082                                | 0                                   | 0                       |
| 18.   | 04       | Viorela Moraru                        | Remedy M: Ylva Persson, Linda Persson, Rickard Bonde Truumeel T: Ylva Persson, Linda Persson                           | Englisch            | Abhilfe                           | 0                       | 0                       | 0046                                | 0                                   | 0                       |
| 19.   | 13       | Sasha Letty                           | Summer of Love M/T: Jacob Jonia                                                                                        | Englisch            | Sommer der Liebe                  | 0                       | 0                       | 0037                                | 0                                   | 0                       |
| –     | 03       | Georgeta Burlacu                      | Răspunde! M/T: Viorica Nagacevschi, Aurel Chirtoacă                                                                    | Rumänisch           | Antworte!                         | Teilnahme zurückgezogen | Teilnahme zurückgezogen | Teilnahme zurückgezogen             | Teilnahme zurückgezogen             | Teilnahme zurückgezogen |